# Duck Soup (1933)
Duck Soup is een Amerikaanse komische en satirische film uit 1933 met The Marx Brothers. Het script is voornamelijk geschreven door Bert Kalmar en Harry Ruby. De regie was in handen van Leo McCarey. De film was bij zijn première in 1933 in vergelijking met de vorige films van de Marx Brothers een teleurstelling qua opbrengst. Tegenwoordig wordt hij echter gezien als een van de beste films van de Marx Brothers.

## Verhaal
De rijke mevrouw Teasdale (Margaret Dumont) nodigt Rufus T. Firefly (Groucho Marx) uit om staatshoofd te worden van het kleine, bankroete land Freedonia. Freedonia wordt inmiddels bedreigd door zijn buurland, Sylvania. De Sylvaanse ambassadeur Trentino (Louis Calhern) probeert een opstand te ontketenen en tracht meer over Firefly te weten te komen. Hij schakelt twee spionnen, Chicolini (Chico Marx) en Pinky (Harpo Marx) in om Firefly te kunnen chanteren. Firefly promoveert de twee spionnen echter tot leden van zijn regering. Fireflys persoonlijke assistent, Bob Roland (Zeppo Marx) vermoedt dat Trentino niet veel goeds van plan is en probeert met Firefly de man te verbannen. Hun plan mislukt echter en Sylvania en Freedonia trekken ten oorlog.

## Rolverdeling
| Acteur              | Personage                     |
| ------------------- | ----------------------------- |
| Groucho Marx        | Rufus T. Firefly              |
| Harpo Marx          | Pinky                         |
| Chico Marx          | Chicolini                     |
| Zeppo Marx          | Lt. Bob Roland                |
| Margaret Dumont     | Mrs. Gloria Teasdale          |
| Louis Calhern       | Trentino                      |
| Raquel Torres       | Vera Marcal                   |
| Edgar Kennedy       | de limonadeverkoper           |
| Edmund Breese       | Zander                        |
| Edwin Maxwell       | ex-Oorlogsminister            |
| William Worthington | eerste Minister van Financiën |
| Davison Clark       | tweede Minister van Financiën |
| Charles Middleton   | procureur                     |
| Leonid Kinskey      | Sylvaanse agitator            |
| George MacQuarrie   | eerste rechter                |
| Fred Sullivan       | tweede rechter                |
| Eric Mayne          | derde rechter                 |

## Achtergrond

### Spiegelgag
De beroemdste scène uit de film is de spiegelgag. Harpo sluipt 's nachts Groucho's huis binnen, vermomd als Groucho. Als hij plots een grote spiegel breekt komt Groucho op het lawaai af. Harpo besluit daarop te doen alsof hij Groucho's spiegelbeeld is en imiteert al zijn bewegingen exact. Groucho probeert op zijn beurt Harpo te ontmaskeren door onverwachte bewegingen te maken, maar keer op keer doet Harpo exact hetzelfde op hetzelfde moment.
Deze gag is vaak geïmiteerd geweest, onder meer in de Bugs Bunny-tekenfilm Hare Tonic, de Mickey Mouse-tekenfilm Lonesome Ghosts, de Three Stooges-film Idle Roomers, de Family Guy-aflevering Road to Germany en de aflevering Lucy and Harpo Marx uit I Love Lucy waarin Lucille Ball en Harpo Marx de gag opnieuw doen. Nochtans bestond de grap al eerder. Charlie Chaplin deed een soortgelijke gag in The Floorwalker (1916) en Max Linder in Seven Years of Bad Luck (1921).

### Geschiedenis
Duck Soup was de laatste film waar Zeppo Marx nog in meespeelde en ook de laatste Marx Brothers-film voor de filmstudio Paramount. In vergelijking met hun vorige films deed Duck Soup het minder goed aan de kassa. Er wordt vaak beweerd dat de film zo zwaar flopte dat de komieken door Paramount werden ontslagen, maar dit verhaal klopt niet. Duck Soup was nog steeds een lucratieve film, alleen financieel niet zo sterk. De broers boden zelf hun ontslag aan bij Paramount vanwege creatieve en contractuele meningsverschillen.
Hoewel Duck Soup destijds niet zo goed ontvangen werd wordt de film thans erkend als het Marx Brothers-meesterwerk en een cultfilm voor hun fans. De film wordt gezien als een anarchistische satire op dictatuur en oorlog. Benito Mussolini vatte in 1933 de film op als een persoonlijke belediging en verbood hem in Italië.
De film werd in 1990 door de Amerikaanse Library of Congress geselecteerd voor conservering in de National Film Registry omdat het om een "cultureel, historisch en esthetisch betekenisvolle film" gaat.
In 1927 werd er een film onder dezelfde naam gemaakt waarin Stan Laurel en Oliver Hardy voor het eerst samen in een film als duo optreden.

### In populaire cultuur
- Woody Allen bekijkt een scène uit Duck Soup in zijn film Hannah and Her Sisters (1986) en ontdekt dat het iets is dat zijn leven de moeite waard maakt.
- Groucho zei in Duck Soup voor het eerst: "Of course you know: this means war!", een uitspraak die later door Bugs Bunny zou worden overgenomen.